# Кольца власти
Кольца власти (англ. Rings of Power), также известны как Великие кольца (англ. Great Rings) — магические артефакты в легендариуме Толкина о Средиземье. Единое кольцо впервые появилось в книге для детей «Хоббит, или Туда и обратно». Позднее Толкин развил историю этого кольца и 19 других магических колец, включая три кольца эльфов, семь колец гномов и девять колец людей. Наибольшей властью обладало Единое кольцо (в популярном переводе на русский язык — «Кольцо Всевластья»), втайне созданное Тёмным властелином Сауроном. 
Все Кольца власти обладали свойством замедлять «увядание», сохранять «желаемое» их владельцем, также усиливать «природную силу» своего носителя. Не считая трёх эльфийских колец, обратной стороной этого «магического» свойства колец была жажда господства и, в итоге, обращение ко злу, а также наделение носителя способностью телесно перемещаться в «незримый мир», что, тем самым, делало его невидимым (последнее свойство напрямую проистекало от Саурона как «некроманта»).
Источниками вдохновения при создании мифа о Кольцах власти могли быть легенды германо-скандинавской мифологии о кольце Андваранаут, цикл опер Рихарда Вагнера «Кольцо нибелунга» и сказки, например «Белоснежка». Толкин также работал над исследованием надписи на латыни, найденной в развалинах романо-кельтского храма в Глостершире. В надписи было сказано о кельтском божестве Ноденсе, которого Толкин связал с героем мифологии ирландских кельтов Нуаду по прозвищу «Серебряная рука». Имя персонажа Толкина Келебримбора, создателя Колец власти, переводится с эльфийского как «Серебряная рука». Надпись на латыни также содержит проклятие, связанное с кольцом, а место раскопок было названо холмом дворфов (англ. Dwarf’s Hill).
Кольца власти символизируют конфликт власти и морального поведения. Толкин исследовал поведение разных персонажей при искушении властью Единого кольца: от скромного садовника Сэма Гэмджи до могущественной эльфийской владычицы Галадриэль, от храброго воина Боромира до развращённого Кольцом Голлума. Толкин писал, что «Властелин колец» был «исследованием по приложению власти к внешним объектам».

## Вымышленная история
«Но должно ли Средиземью вечно пребывать в запустении и непроглядной тьме, если эльфам под силу превратить его в край не менее прекрасный, чем Эрессеа или даже Валинор? Раз не возвратились вы туда до сих пор, хотя и могли, мнится мне, что любите вы Средиземье так же, как и я. Разве не долг наш в таком случае объединить усилия, трудясь на благо сей земли, дабы все эльфийские племена, что скитаются здесь в невежестве, сумели подняться до высот того могущества и мудрости, коими обладают обитающие за Морем?
Кольца власти были созданы Гвайт-и-Мирдайн, гильдией эльфийских кузнецов в нолдорском королевстве Эрегион во Вторую эпоху. Кузнецы работали под руководством Келебримбора (внук легендарного Феанора, величайшего ремесленника эльфов) и его друга Нарви, гнома из Кхазад-дум (Мории). Саурон, изначально — майа из свиты Аулэ, затем ставший соратником поверженного в ходе Войны гнева Моргота, сумел скрыться от наказания Валар. Он остался в Средиземье, вынашивая планы по его покорению. Во Вторую эпоху Саурон явил себя «в прекрасном обличье», назвав себя посланником Валар под именем Аннатар («Владыка даров»). Он предлагал эльфам свою дружбу и знания для «преобразования» Средиземья. Гиль-галад, Кирдан и Элронд в Линдоне не доверились ему, но нолдор в Эрегионе приняли Саурона и учились у него. Сначала было создано множество малых колец, которые были своего рода «пробой мастерства» эльфийских кузнецов. Когда же с помощью Саурона кузнецы Эрегиона достигли вершины своего мастерства, то приступили к созданию девятнадцати великих колец, последние три из которых Келебримбор создал в одиночку, уже без участия Саурона, тогда как сам Саурон тайно от всех в Мордоре в огне Роковой горы выковал Единое кольцо для контроля над остальными Кольцами власти.
При создании Единого кольца Саурон наложил на него чары, начертав надпись на чёрном наречии, после чего эльфы сразу распознали намерения Саурона контролировать остальные кольца. Когда Саурон надел Единое кольцо, эльфы сразу же спрятали все девятнадцать колец. Однако последними тремя Келебримбор дорожил больше всего и потому передал одно из трёх колец Галадриэли, а остальные два отправил Гиль-галаду и Кирдану. Саурон напал на эльфов с целью заполучить все Кольца власти. Он разрушил Эрегион и захватил девять колец. Келебримбор попал в плен и под пытками выдал местонахождение семи колец, но местоположение трёх эльфийских колец он так и не раскрыл. Девять колец Саурон вручил великим королям, воинам и чародеям людей, эти кольца подчинили их его воле и в итоге сделали назгулами. Семь колец получили владыки семи домов гномов, но, в отличие от людей, их Саурону не удалось подчинить, хотя кольца разожгли в их сердцах большую алчность.
Ближе к концу Второй эпохи нуменорцы взяли Саурона в плен. Силой убеждения и обманом Саурон подчинил многих нуменорцев свой воле и склонил к поклонению тьме. Это в итоге привело к падению Нуменора (Акаллабет). Выжившие и не покорившиеся злу нуменорцы под командованием Элендиля и его сыновей Исильдура и Анариона основали в Средиземье королевства Арнор и Гондор. Вместе с эльфами Линдона они сформировали «последний союз» для борьбы с Сауроном, и одержали победу. Исильдур отсёк палец с Единым кольцом с руки Саурона, но отказался его уничтожить, решив сохранить для себя. Впоследствии он был убит в засаде, а Единое кольцо на многие века было потеряно. После поражения Саурона в конце Второй эпохи эльфы могли вновь использовать свои кольца. Хотя Саурон был убит, его дух уцелел. Назгулы также уцелели, так как были связаны с Единым кольцом. Когда Саурон обрёл достаточно сил, чтобы вновь облечь телесную форму, он отправил своих слуг на поиски Единого кольца. Кольцо было случайно найдено в реке Голлумом, затем его владельцем стал хоббит Бильбо Бэггинс (события описаны в сказке «Хоббит, или Туда и обратно»), а затем Фродо Бэггинс, который в составе Братства кольца отправился в Мордор, где кольцо было уничтожено (события описаны в романе «Властелин колец»). После уничтожения Единого кольца и окончательного падения Саурона в конце Третьей эпохи сила уцелевших Колец власти исчезла. Владельцы трёх эльфийских колец покинули Средиземье и уплыли в Валинор. Так завершилась Третья эпоха и началась Четвёртая эпоха — эпоха господства людей.

## Описание
Три — эльфийским владыкам в подзвёздный предел;

Семь — для гномов, царящих в подгорном просторе;

Девять — смертным, чей выверен срок и удел.

И Одно — Властелину на чёрном престоле

В Мордоре, где вековечная тьма:

Чтобы всех отыскать,

И единою чёрною волей сковать

В Мордоре, где вековечная тьма.
Three Rings for the Elven-kings under the sky,

  Seven for the Dwarf-lords in their halls of stone,

Nine for Mortal Men doomed to die,

  One for the Dark Lord on his dark throne,

In the Land of Mordor where the Shadows lie,

  One Ring to rule them all, one Ring to find them,

  One Ring to bring them all and in the darkness bind them

In the Land of Mordor where the Shadows lie.
По наблюдению Сарумана, каждое из великих Колец власти, в отличие от малых, было инкрустировано «собственным камнем», за исключением Единого кольца, которое не было украшено никакими камнями.

### Единое кольцо
В отличие от иных Колец власти, Единое кольцо было золотым кольцом, не украшенным камнями. Оно содержало тайную надпись на чёрном наречии, которую Саурон нанёс при его создании. Надпись была видна лишь при нагреве от огня. Было главным Кольцом власти, сила остальных колец зависела от Единого кольца. В это кольцо Саурон вложил почти всю свою силу. Надетое на палец, Единое кольцо усиливало мощь Саурона; даже вдали от него кольцо было связано со своим создателем, если только кто-то другой не завладел кольцом и не взял его под свой контроль. Другой обладатель Единого кольца мог бы, будучи достаточно сильным для противостояния воле Саурона, свергнуть последнего и занять его место, однако при этом он стал бы таким же воплощением зла. Так как кольцо было выковано в огне Роковой горы, его можно было уничтожить только там. Саурон, будучи воплощением зла, не мог представить, что кто-то даже попытается его уничтожить: он считал, что любой его владелец будет развращён Единым кольцом.

### Три кольца
Основная статья: Три кольца

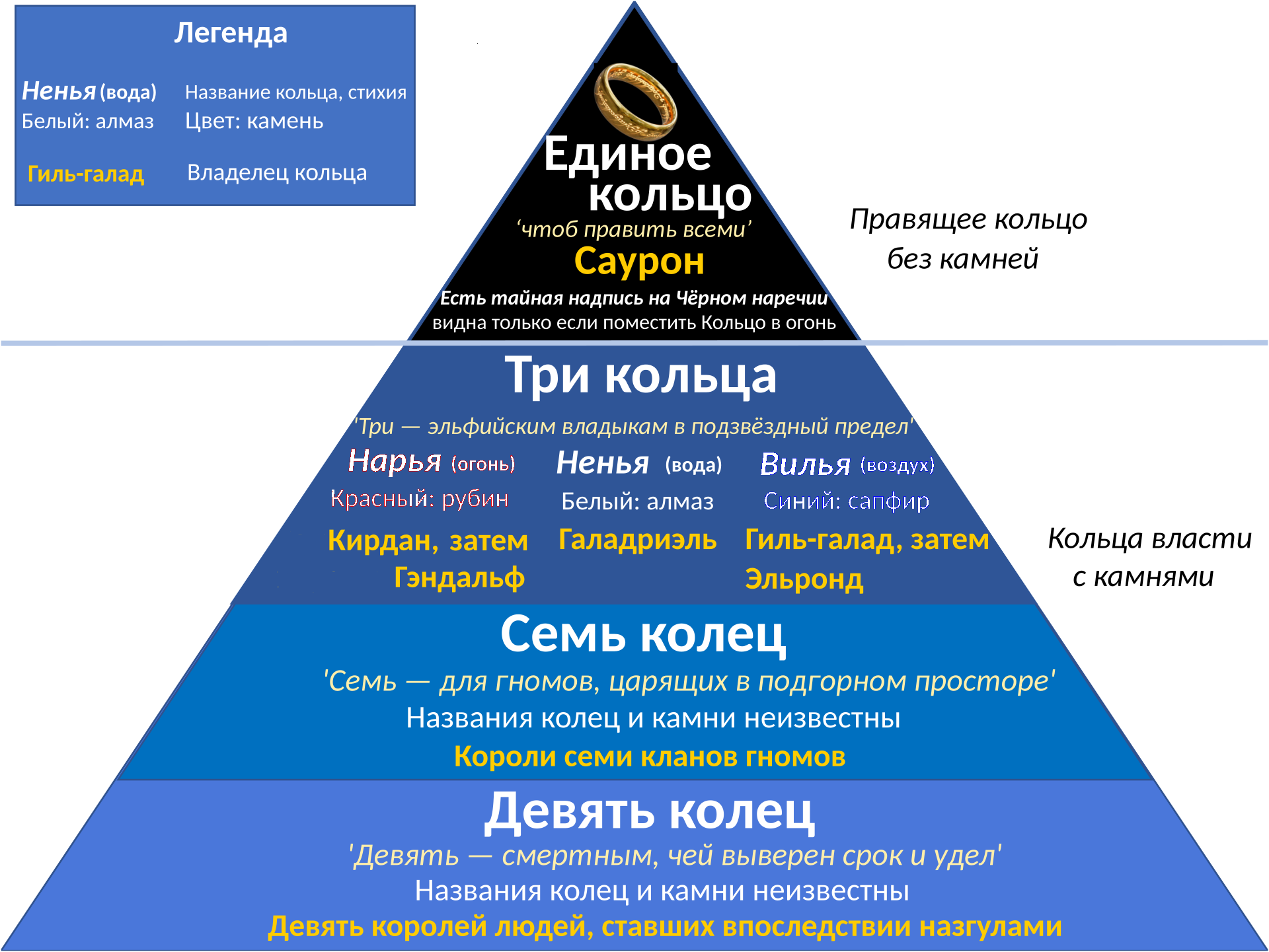
Кольца власти, их камни и владельцы

Три эльфийских кольца олицетворяют три стихии — огонь, воду и воздух. Они были созданы Келебримбором в Эрегионе без участия Саурона. Хотя их никогда не касался Саурон, и потому эти кольца не даровали невидимость, они отчасти были сделаны по его инструкциям и, следовательно, в конечном счёте находились под властью Единого кольца. Узнав о создании Единого кольца, эльфы не использовали Три кольца до самого поражения Саурона в конце Второй эпохи, когда Исильдур отсёк палец с Единым кольцом. После этого Три кольца использовались их владельцами для сохранения от «увядания», которое нёс с собой ход времени. Однако после уничтожения Единого кольца сила Трёх колец также исчезла. Три кольца имели собственные названия:
- Нарья (Narya), также известное как Кольцо огня и Красное кольцо было сделано из золота и инкрустировано рубином. Его последним владельцем стал маг Гэндальф, получивший кольцо от Кирдана в Серых гаванях в Третью эпоху[T 8].
- Ненья (Nenya), также известное как Кольцо воды, Белое кольцо и Кольцо адаманта было сделано из митриля и инкрустировано «сияющим белым камнем» адамантом (алмазом). Галадриэль использовала его для защиты и сохранения Лотлориэна[T 4].
- Вилья (Vilya), также известное как Кольцо воздуха, Синее кольцо и Кольцо сапфира, было самым могущественным[T 10] из трёх колец. Оно было сделано из золота и инкрустировано сапфиром. Эльронд получил Вилью от Гиль-галада и использовал его для защиты Ривенделла[T 4].

### Семь колец
Семь колец были созданы эльфами Эрегиона под руководством Саурона и Келебримбора. Саурон передал Семь колец владыкам семи домов гномов: долгобородов (народа Дурина), огнебородов, широкозадов, железноруков, жёсткобородов, черновласов и камненогов. Согласно преданиям долгобородов, Дурин получил своё кольцо от эльфов. Гномы оказались «упрямы и неуступчивы» к злой магии колец, поэтому Саурон не мог напрямую навязывать им свою волю. Хоть Семь колец также давали своим носителям невидимость (в этом Семь и Девять были схожи за счёт того, что Саурон прикасался к ним в равной степени), гномы по своей природе оказались невосприимчивы к магии незримого мира и потому не переходили в призрачное состояние. Гномы использовали кольца для умножения богатства, при этом кольца распаляли в сердцах своих владельцах чрезмерные жадность и жажду власти и золота. Спустя многие годы Саурон смог вернуть только три из семи гномьих колец. Последнее из них он отнял у Траина II, который был заточён в Дол Гулдуре. Четыре других кольца погибли, расплавившись в пламени драконов. Перед началом Войны за кольцо посланник от Саурона приехал к Даину II в Эребор и предложил ему три уцелевших кольца гномов и возврат Мории в обмен на информацию о Едином кольце и Бэггинсах из Шира, однако Даин не дал ответа Саурону и отправил за советом в Ривенделл нескольких гномов с предостережением.

### Девять колец
Саурон дал девять колец королям людей, которые с их помощью обрели «могущество», «магические силы» и способность влиять на волю других людей. Среди получивших кольца людей трое были нуменорцами, один по имени Кхамул был истерлингом. Кольца даровали носителям долгую жизнь и способность видеть то, что не могли увидеть другие смертные. Один за другим люди подчинились власти Единого кольца и к концу Второй эпохи все девять носителей стали невидимыми призраками кольца — назгулами, безвольными рабами воли Саурона. Назгулы помогали Саурону в поисках Единого кольца, с которым они были тесно связаны.

## Кольцо Сарумана
В главе «Совет Эльронда» Гэндальф упоминает, что во время его разговора с Саруманом Белый Волшебник носил на пальце некое кольцо и объявил себя «Создателем Кольца». Возможно, Саруман в действительности создал кольцо власти, по силе сравнимое с малыми кольцами. Если это так, то его кольцо, скорее всего, тоже потеряло свою силу после уничтожения Единого Кольца. Однако как бы там ни было, далее по тексту книги кольцо Сарумана более уже не упоминается.

## Свойства
| Вид             | Свойства и эффекты                                                    | Последствия для носителя            |
| --------------- | --------------------------------------------------------------------- | ----------------------------------- |
| Правящее кольцо | Невидимость, долгий срок жизни, контроль, власть над другими кольцами | Склонение ко злу                    |
| Кольца эльфов   | Исцеление и сохранение                                                | Ностальгия, прокрастинация          |
| Кольца гномов   | Обретение богатства                                                   | Жадность, гнев                      |
| Кольца людей    | Невидимость, долгий срок жизни, ужас                                  | Порабощение, превращение в призрака |

Кольца власти были изготовлены братством кузнецов Гвайт-и-Мирдайн, которых обучил Саурон, для усиления «естественной силы» владельцев колец. Таким образом, кольца были «магическими», что Толкин считал опасным в плане риска «склонения ко злу и жажды власти». Все Кольца власти обладали свойством замедлять «увядание» и сохранять «желаемое» их владельцем. Единое кольцо обладало некоей собственной волей и могло, например, неожиданно для владельца изменить свой размер и «предательски соскользнуть» с пальца, чтобы вернуться к Саурону. Как правящее кольцо, оно позволяло «достаточно могущественному» владельцу знать, что делают обладатели малых колец и управлять мыслями их носителей. Для полноценного использования Единого кольца его носитель должен быть сильным и вдобавок «тренировать» свою волю «для доминирования над другими».
По словам Гэндальфа, смертный (человек или хоббит), владеющий одним из Колец власти, живёт намного дольше обычного. Если он надевает кольцо, то становился невидимым и сам может видеть то, что невидимо другим, перемещаясь на время в «мир духов». Но при частом использовании кольца его владелец «выцветает», постепенно переходя в мир духов и в итоге становится невидимым призраком. На представителей других народов Кольца власти действовали иначе. Так, семь колец, которые получили владыки гномов, не давали им невидимости, но помогали увеличивать их богатство, усиливая алчность и гнев своих владельцев. При этом Саурон не смог подчинить владельцев семи колец гномов своей воле. Том Бомбадил был единственным из известных персонажей, на которого не влияло Единое кольцо: он мог видеть надевшего кольцо и сам оставался видимым, если его надевал.
В отличие от других Колец власти, основным свойством трёх эльфийских колец было «лечение и сохранение». Например, Галадриэль использовала кольцо Ненья для защиты и сбережения своего королевства Лотлориэн от увядания. Три кольца не давали своим носителям невидимость, однако сами кольца были невидимыми на руках их носителей для всех, кроме других носителей колец. У трёх колец эльфов были и другие свойства: Нарья «разжигало сердца пламенем» и вдохновляло других на сопротивление тирании, доминированию и отчаянию, Ненья защищало от зла «силой воды», а Вилья исцеляло и сохраняло мудрость «силой воздуха».

### Первичные источники
1. 1 2 3 4 5  Tolkien, 1954a, 2, chapter 2 «The Council of Elrond».
2. 1 2 3 4 5 6 7 8  Carpenter, 1981 «Письма», письмо № 131 в адрес Милтона Уолдмена.
3. 1 2 3 4  Tolkien, 1980, «The History of Galadriel and Celeborn».
4. 1 2 3 4 5 6 7 8 9 10 11 12 13 14 15 16 17 18 19 20  Tolkien, 1977, Of the Rings of Power and the Third Age, p. 298.
5. 1 2 3 4 5 6  Tolkien, 1954a, book 1, ch. 2 «The Shadow of the Past».
6. ↑  Tolkien, 1955, Appendix B: «The Second Age»
7. ↑  Tolkien, 1955, Appendix B: «The Third Age»
8. 1 2  Tolkien, 1980, «The History of Galadriel and Celeborn».
9. ↑  Tolkien, 1980, «The History of Galadriel and Celeborn».
10. 1 2 3  Tolkien, 1955, book 6, ch. 9 «The Grey Havens».
11. ↑  Carpenter, 1981 «Письма», письмо № 144 в адрес Наоми Митчисон.
12. 1 2  Tolkien, 1955, Appendix A: III. «Durin’s Folk».
13. ↑  Tolkien, 1988. «Возвращение Тени», "Of Gollum and the Ring", p. 78
14. ↑  Tolkien, 1955, Appendix B «The Tale of Years».
15. 1 2  Tolkien, 1954a, book 2, chapter 7 «The Mirror of Galadriel».
16. ↑  Tolkien, 1954a, book 2, chapter 1 «Many Meetings».
17. ↑  Tolkien, 1954a, book 1, chapter 7 «In the House of Tom Bombadil».

### Вторичные источники
1. 1 2  Bassham, Bronson, 2013, pp. 23—25.
2. 1 2  Drout, 2006, p. 573.
3. ↑  Перевод И. Б. Гриншпуна.
4. ↑  Strachan, Moseley, 2017, p. 62.
5. ↑  Bassham, Bronson, 2013, p. 6—7.